# Волейбол на літніх Олімпійських іграх 2024 — кваліфікація (жінки)
Кваліфікація на жіночий волейбольний турнір Ігор XXXIII Олімпіади в Парижі пройшла з 16 вересня 2023 року до 17 червня 2024 року. За її підсумками путівки на Олімпійські ігри отримають 12 збірних.
Збірна Франції на правах країни-господарки автоматично пройшла кваліфікацію. 6 путівок буде розіграно на трьох олімпійських кваліфікаційних турнірах, ще 5 місць отримають найкращі збірні у Світовому рейтингу ФІВБ, який буде опубліковано у червні 2024 року .

## Підсумки кваліфікації
| Кваліфікаційний критерій            | Кваліфікаційний критерій | Дати проведення      | Місце проведення | Квоти | Кваліфікувались          |
| ----------------------------------- | ------------------------ | -------------------- | ---------------- | ----- | ------------------------ |
| Країна-господарка                   | Країна-господарка        | Н/Д                  | Н/Д              | 1     | Франція                  |
| Олімпійський кваліфікаційний турнір | Група A                  | 16 – 24 вересня 2023 | Нінбо            | 2     | Домініканська Республіка |
| Олімпійський кваліфікаційний турнір | Група A                  | 16 – 24 вересня 2023 | Нінбо            | 2     | Сербія                   |
| Олімпійський кваліфікаційний турнір | Група B                  | 16 – 24 вересня 2023 | Токіо            | 2     | Туреччина                |
| Олімпійський кваліфікаційний турнір | Група B                  | 16 – 24 вересня 2023 | Токіо            | 2     | Бразилія                 |
| Олімпійський кваліфікаційний турнір | Група C                  | 16 – 24 вересня 2023 | Лодзь            | 2     | США                      |
| Олімпійський кваліфікаційний турнір | Група C                  | 16 – 24 вересня 2023 | Лодзь            | 2     | Польща                   |
| Кваліфікаційний рейтинг             | Кваліфікаційний рейтинг  | 17 червня 2024       | Лозанна          | 5     |                          |
| Кваліфікаційний рейтинг             | Кваліфікаційний рейтинг  | 17 червня 2024       | Лозанна          | 5     |                          |
| Кваліфікаційний рейтинг             | Кваліфікаційний рейтинг  | 17 червня 2024       | Лозанна          | 5     |                          |
| Кваліфікаційний рейтинг             | Кваліфікаційний рейтинг  | 17 червня 2024       | Лозанна          | 5     |                          |
| Кваліфікаційний рейтинг             | Кваліфікаційний рейтинг  | 17 червня 2024       | Лозанна          | 5     |                          |
| Загалом                             | Загалом                  | Загалом              | Загалом          | 12    |                          |

## Олімпійський кваліфікаційний турнір

### Кваліфікація
Міжнародна федерація волейболу затвердила список із 24 національних збірних, які візьмуть участь в олімпійському кваліфікаційному турнірі. Список було затверджено на основі світового рейтингу ФІВБ станом на 12 вересня 2022 року. Збірна Франції автоматично кваліфікувалася, як країна-господарка. Збірна Росії була відстороненна від змагань через вторгнення в Україну.
|  | Кваліфікувалися на олімпійський кваліфікаційний турнір    |
|  | Кваліфікувалися на Олімпійські ігри, як країна-господарка |
|  | Відсторонені від міжнародних змагань                      |

| Посів | Країна                   | Очки |
| ----- | ------------------------ | ---- |
| 1     | Сербія                   | 393  |
| 2     | Італія                   | 391  |
| 3     | Бразилія                 | 381  |
| 4     | США                      | 354  |
| 5     | КНР                      | 338  |
| 6     | Японія                   | 316  |
| 7     | Туреччина                | 299  |
| —     | Росія                    | 278  |
| 8     | Домініканська Республіка | 262  |
| 9     | Польща                   | 252  |
| 10    | Бельгія                  | 244  |
| 11    | Нідерланди               | 243  |
| 12    | Німеччина                | 219  |
| 13    | Канада                   | 210  |
| 14    | Таїланд                  | 207  |
| 15    | Болгарія                 | 193  |
| 16    | Пуерто-Рико              | 177  |
| 17    | Чехія                    | 164  |
| 18    | Колумбія                 | 163  |
| 19    | Мексика                  | 160  |
| —     | Франція                  | 159  |
| 20    | Аргентина                | 150  |
| 21    | Південна Корея           | 149  |
| 22    | Україна                  | 148  |
| 23    | Словенія                 | 140  |
| 24    | Перу                     | 136  |

## Кваліфікаційний рейтинг
П'ять вакантних місць будуть надані збірним відповідно до світового рейтингу ФІВБ. Це відбудеться 12 червня 2024 року, після завершення сезону Ліги націй. В першу чергу квоти будуть розподілятися за континентальним принципом: кожен континент має бути представлений на змаганнях. Після цього квоти отримають збірні, з найвищим рейтингом, які ще не пройшли кваліфікацію.